# Masao Harada
Masao Harada (原田 正夫, Harada Masao, né le 22 septembre 1912 à Kyoto et décédé le 22 janvier 2000 à Yokohama) est un athlète japonais spécialiste du saut en longueur et du triple saut. Il mesurait 1,77 m pour 60 kg.

## Biographie

### Palmarès
| Date | Compétition           | Lieu   | Résultat | Performance |
| ---- | --------------------- | ------ | -------- | ----------- |
| 1936 | Jeux olympiques d'été | Berlin | 2e       | 15,66 m     |

### Records
| Épreuve          | Performance | Lieu | Date |
| ---------------- | ----------- | ---- | ---- |
| Saut en longueur | 7,59 m      |      | 1934 |
| Triple saut      | 15,73 m     |      | 1939 |